# Parteivorstand der japanischen Liberaldemokratischen Partei
Der Parteivorstand der japanischen Liberaldemokratischen Partei (自由民主党執行部, jiyū-minshu-tō shikkōbu) besteht im engeren Sinne aus dem Parteivorsitzenden und den „drei [wichtigen] Parteiämtern“ (党三役, tō-san’yaku): dem Generalsekretär, dem Vorsitzenden des Exekutivrates und dem Vorsitzenden des politischen Forschungsrates. Für die Arbeit der LDP-Fraktionen im Parlament spielen außerdem der Vorsitzende des Komitees für Parlamentsangelegenheiten sowie der Vorsitzende und der Generalsekretär der Oberhausfraktion eine wichtige Rolle.
Während der fast durchgehenden Regierungszeit der LDP zwischen 1955 und 2009 war der Parteivorsitzende in der Regel als Premierminister mit den Regierungsgeschäften befasst. Die Vergabe der Führungspositionen in der Partei war zusammen mit den Ministerposten im Kabinett ein Mittel, das Machtgleichgewicht der Faktionen aufrechtzuerhalten. Die drei Führungspositionen wurden meist an drei verschiedene Faktionen vergeben.
Zwischen 2007 und 2008 unter den sōri-sōsai (Parteivorsitzender-Premierminister) Fukuda Yasuo und Asō Tarō wurde auch der Vorsitzende der Wahlstrategiekommission Koga Makoto (Koga-Faktion) zum engeren Führungskreis gezählt, der in dieser Zeit folglich „die vier Parteiämter“ (tōyon’yaku) genannt wurde.

## Historische Besetzung
In der Regel führte die LDP Umbildungen von Kabinett und Parteiführung gleichzeitig bzw. in enger zeitlicher Abfolge durch, wobei direkte Wechsel zwischen beiden häufig waren. Nach der Wahl eines neuen Parteivorsitzenden wurde der Parteivorstand oft gleichzeitig mit der Vorstellung des neuen Kabinetts neu besetzt.
| #  | Parteivorsitzender- Premierminister | Parteivorsitzender- Premierminister         | Beginn der Amtszeit (Partei/Regierung) | Vizevorsitzender  | Vizevorsitzender  | „drei wichtige Parteiämter“ | „drei wichtige Parteiämter“ | „drei wichtige Parteiämter“   | „drei wichtige Parteiämter“   | „drei wichtige Parteiämter“             | „drei wichtige Parteiämter“             |
| #  | Parteivorsitzender- Premierminister | Parteivorsitzender- Premierminister         | Beginn der Amtszeit (Partei/Regierung) | Vizevorsitzender  | Vizevorsitzender  | Generalsekretär             | Generalsekretär             | Vorsitzender des Exekutivrats | Vorsitzender des Exekutivrats | Vorsitzender des Politikforschungsrates | Vorsitzender des Politikforschungsrates |
| -- | ----------------------------------- | ------------------------------------------- | -------------------------------------- | ----------------- | ----------------- | --------------------------- | --------------------------- | ----------------------------- | ----------------------------- | --------------------------------------- | --------------------------------------- |
| 1  |                                     | Hatoyama Ichirō                             | 5. April 1956                          |                   |                   |                             | Kishi Nobusuke              |                               | Ishii Mitsujirō               |                                         | Mizuta Mikio                            |
| 2  |                                     | Ishibashi Tanzan                            | 14./23. Dezember 1956                  |                   | Miki Takeo        |                             | Sunada Shigemasa            |                               | Tsukada Toichirō              |                                         |                                         |
| 3  |                                     | Kishi Nobusuke                              | 21. März/25. Feb. 1957                 |                   | Miki Takeo        |                             | Sunada Shigemasa            |                               | Tsukada Toichirō              |                                         |                                         |
| 3  | Juli/10. Juli 1957                  | Kishi Nobusuke                              |                                        | Ōno Bamboku       |                   | Kawashima Shōjirō           | Sunada Shigemasa            |                               | Miki Takeo                    |                                         |                                         |
| 3  | Dezember 1957                       | Kishi Nobusuke                              |                                        | Ōno Bamboku       | Satō Eisaku       | Kawashima Shōjirō           |                             |                               | Miki Takeo                    |                                         |                                         |
| 3  | Juni 1958                           | Kishi Nobusuke                              |                                        | Ōno Bamboku       | Kōno Ichirō       | Kawashima Shōjirō           |                             | Fukuda Takeo                  |                               |                                         |                                         |
| 3  | Januar 1959                         | Kishi Nobusuke                              |                                        | Ōno Bamboku       | Fukuda Takeo      |                             | Masutani Shūji              |                               | Nakamura Umekichi             |                                         |                                         |
| 3  | Juni 1959                           | Kishi Nobusuke                              |                                        | Ōno Bamboku       | Kawashima Shōjirō |                             | Ishii Mitsujirō             |                               | Funada Naka                   |                                         |                                         |
| 4  |                                     | Ikeda Hayato                                | 14./19. Juli 1960                      | Ōno Bamboku       |                   | Masutani Shūji              |                             | Hori Shigeru                  |                               | Shiina Etsusaburō                       |                                         |
| 4  | Dezember 1960                       | Ikeda Hayato                                |                                        | Ōno Bamboku       | Fukuda Takeo      | Masutani Shūji              |                             | Hori Shigeru                  |                               |                                         |                                         |
| 4  | Juni 1961                           | Ikeda Hayato                                |                                        | Ōno Bamboku       | Maeo Shigesaburō  |                             | Akagi Munenori              |                               | Tanaka Kakuei                 |                                         |                                         |
| 4  | Juli 1962                           | Ikeda Hayato                                |                                        | Ōno Bamboku       | Maeo Shigesaburō  | Kaya Okinori                | Akagi Munenori              |                               |                               |                                         |                                         |
| 4  | Juli 1963                           | Ikeda Hayato                                |                                        | Ōno Bamboku       | Maeo Shigesaburō  | Fujiyama Aiichirō           |                             | Miki Takeo                    |                               |                                         |                                         |
| 4  | Juli 1964                           | Ikeda Hayato                                |                                        | Kawashima Shōjirō |                   | Miki Takeo                  |                             | Nakamura Umekichi             |                               | Sutō Hideo                              |                                         |
| 5  |                                     | Satō Eisaku                                 | 1. Dezember/9. Nov. 1964               | Kawashima Shōjirō |                   | Miki Takeo                  |                             | Nakamura Umekichi             |                               | Sutō Hideo                              |                                         |
| 5  | Juni 1965                           | Satō Eisaku                                 |                                        | Kawashima Shōjirō | Tanaka Kakuei     |                             | Maeo Shigesaburō            |                               | Akagi Munenori                |                                         |                                         |
| 5  | August 1966                         | Satō Eisaku                                 |                                        | Kawashima Shōjirō | Tanaka Kakuei     | Fukunaga Kenji              |                             | Mizuta Mikio                  |                               |                                         |                                         |
| 5  | Dezember 1966                       | Satō Eisaku                                 |                                        | Kawashima Shōjirō | Fukuda Takeo      |                             | Shiina Etsusaburō           |                               | Nishimura Naoki               |                                         |                                         |
| 5  | November 1967                       | Satō Eisaku                                 |                                        | Kawashima Shōjirō | Fukuda Takeo      | Hashimoto Tomisaburō        |                             | Ōhira Masayoshi               |                               |                                         |                                         |
| 5  | November 1968                       | Satō Eisaku                                 |                                        | Kawashima Shōjirō | Tanaka Kakuei     |                             | Suzuki Zenkō                |                               | Nemoto Ryūtarō                |                                         |                                         |
| 5  | Januar 1970                         | Satō Eisaku                                 |                                        | Kawashima Shōjirō | Tanaka Kakuei     | Mizuta Mikio                | Suzuki Zenkō                |                               |                               |                                         |                                         |
| 5  | Juni/5. Juli 1971                   | Satō Eisaku                                 |                                        | Kawashima Shōjirō | Hori Shigeru      |                             | Nakasone Yasuhiro           |                               | Kosaka Zentarō                |                                         |                                         |
| 6  |                                     | Tanaka Kakuei                               | 5./7. Juli 1972                        |                   | Shiina Etsusaburō |                             | Hashimoto Tomisaburō        |                               | Suzuki Zenkō                  |                                         | Sakurauchi Yoshio                       |
| 6  | Dezember 1972                       | Tanaka Kakuei                               |                                        | Kuraishi Tadao    | Shiina Etsusaburō |                             | Hashimoto Tomisaburō        |                               | Suzuki Zenkō                  |                                         |                                         |
| 6  | November 1973                       | Tanaka Kakuei                               |                                        | Mizuta Mikio      | Shiina Etsusaburō |                             | Hashimoto Tomisaburō        |                               | Suzuki Zenkō                  |                                         |                                         |
| 6  | -/16. Juli 1974                     | Tanaka Kakuei                               |                                        | Mizuta Mikio      | Shiina Etsusaburō |                             | Hashimoto Tomisaburō        |                               | Suzuki Zenkō                  |                                         |                                         |
| 6  | November 1974                       | Tanaka Kakuei                               |                                        | Nikaidō Susumu    | Shiina Etsusaburō |                             | Yamanaka Sadanori           |                               | Suzuki Zenkō                  |                                         |                                         |
| 7  |                                     | Miki Takeo                                  | 4./9. Dezember 1974                    |                   | Shiina Etsusaburō | Nakasone Yasuhiro           |                             | Nadao Hirokichi               |                               | Matsuno Raizō                           |                                         |
| 7  | 15. September 1976                  | Miki Takeo                                  |                                        | Uchida Tsuneo     | Shiina Etsusaburō |                             | Matsuno Raizō               |                               | Sakurauchi Yoshio             |                                         |                                         |
| 8  |                                     | Fukuda Takeo                                | 23./24. Dezember 1976                  |                   |                   |                             | Ōhira Masayoshi             |                               | Esaki Masumi                  |                                         | Kōmoto Toshio                           |
| 8  | 28./28. November 1977               | Fukuda Takeo                                |                                        | Funada Naka       |                   | Nakasone Yasuhiro           | Ōhira Masayoshi             |                               | Esaki Masumi                  |                                         |                                         |
| 9  |                                     | Ōhira Masayoshi†                            | 1./7. Dezember 1978                    |                   | Nishimura Eiichi  |                             | Saitō Kunikichi             |                               | Kuraishi Tadao                |                                         | Kōmoto Toshio                           |
| 9  | 16./9. November 1979                | Ōhira Masayoshi†                            |                                        | Sakurauchi Yoshio | Nishimura Eiichi  |                             | Suzuki Zenkō                |                               | Abe Shintarō                  |                                         |                                         |
| 10 |                                     | Suzuki Zenkō                                | 15./17. Juli 1980                      | Sakurauchi Yoshio | Nishimura Eiichi  |                             | Nikaidō Susumu              |                               |                               |                                         |                                         |
| 10 | November 1981                       | Suzuki Zenkō                                |                                        |                   |                   | Nikaidō Susumu              |                             | Tanaka Tatsuo                 |                               | Tanaka Rokusuke                         |                                         |
| 11 |                                     | Nakasone Yasuhiro                           | 25./27. November 1982                  |                   | Hosoda Kichizō    | Nikaidō Susumu              |                             |                               |                               | Tanaka Rokusuke                         |                                         |
| 11 | Dezember 1983                       | Nakasone Yasuhiro                           |                                        | Nikaidō Susumu    |                   | Tanaka Rokusuke             |                             | Kanemaru Shin                 |                               | Fujio Masayuki                          |                                         |
| 11 | 31. Oktober/Nov. 1984               | Nakasone Yasuhiro                           |                                        | Nikaidō Susumu    | Kanemaru Shin     |                             | Miyazawa Kiichi             |                               |                               | Fujio Masayuki                          |                                         |
| 11 | -/Dez. 1985                         | Nakasone Yasuhiro                           |                                        |                   | Kanemaru Shin     |                             | Miyazawa Kiichi             |                               |                               | Fujio Masayuki                          |                                         |
| 11 | Juli 1986                           | Nakasone Yasuhiro                           |                                        | Takeshita Noboru  |                   | Abe Shintarō                |                             | Itō Masayoshi                 |                               |                                         |                                         |
| 12 |                                     | Takeshita Noboru                            | 31. Oktober/6. Nov. 1987               |                   | Abe Shintarō      |                             | Itō Masayoshi               |                               | Watanabe Michio               |                                         |                                         |
| 12 | -/27. Dezember 1988                 | Takeshita Noboru                            |                                        |                   | Abe Shintarō      |                             | Itō Masayoshi               |                               | Watanabe Michio               |                                         |                                         |
| 13 |                                     | Uno Sōsuke                                  | 23./3. Juni 1989                       |                   | Hashimoto Ryūtarō |                             | Mizuno Kiyoshi              |                               | Murata Keijirō                |                                         |                                         |
| 14 |                                     | Kaifu Toshiki                               | 8./10. August 1989                     |                   | Ozawa Ichirō      |                             | Karasawa Shunjirō           |                               | Mitsuzuka Hiroshi             |                                         |                                         |
| 14 | Februar 1990                        | Kaifu Toshiki                               |                                        | Nishioka Takeo    | Ozawa Ichirō      |                             | Katō Mutsuki                |                               |                               |                                         |                                         |
| 14 | -/Dezember 1990                     | Kaifu Toshiki                               |                                        | Nishioka Takeo    | Ozawa Ichirō      |                             | Katō Mutsuki                |                               |                               |                                         |                                         |
| 14 | April 1991                          | Kaifu Toshiki                               |                                        | Nishioka Takeo    | Obuchi Keizō      |                             | Katō Mutsuki                |                               |                               |                                         |                                         |
| 15 |                                     | Miyazawa Kiichi                             | 31. Oktober/5. Nov. 1991               |                   | Kanemaru Shin     |                             | Watanuki Tamisuke           |                               | Satō Kōkō                     |                                         | Mori Yoshirō                            |
| 15 | Dezember 1992                       | Miyazawa Kiichi                             |                                        |                   |                   | Kajiyama Seiroku            |                             | Mitsuzuka Hiroshi             | Satō Kōkō                     |                                         |                                         |
| 16 |                                     | Kōno Yōhei (nur Parteivorsitzender)         | 31. Juli 1993                          |                   | Mori Yoshirō      |                             | Kibe Yoshiaki               |                               | Hashimoto Ryūtarō             |                                         |                                         |
| 16 | Juli/30. Juni 1994                  | Kōno Yōhei (nur Parteivorsitzender)         |                                        | Obuchi Keizō      | Mori Yoshirō      |                             | Kibe Yoshiaki               | Katō Kōichi                   |                               |                                         |                                         |
| 16 | August 1995                         | Kōno Yōhei (nur Parteivorsitzender)         |                                        | Obuchi Keizō      | Mitsuzuka Hiroshi |                             | Mutō Kabun                  | Katō Kōichi                   |                               |                                         |                                         |
| 17 |                                     | Hashimoto Ryūtarō                           | 1. Oktober 1995/11.01.’96              |                   |                   |                             | Katō Kōichi                 |                               | Shiokawa Masajūrō             |                                         | Yamasaki Taku                           |
| 17 | November 1996                       | Hashimoto Ryūtarō                           |                                        | Mori Yoshirō      |                   |                             | Katō Kōichi                 |                               |                               |                                         | Yamasaki Taku                           |
| 17 | -/11. September 1997                | Hashimoto Ryūtarō                           |                                        | Mori Yoshirō      |                   |                             | Katō Kōichi                 |                               |                               |                                         | Yamasaki Taku                           |
| 18 |                                     | Obuchi Keizō                                | 24./30. Juli 1998                      |                   | Mori Yoshirō      |                             | Fukaya Takashi              |                               | Ikeda Yukihiko                |                                         |                                         |
| 18 | 21. September/5. Okt. 1999          | Obuchi Keizō                                |                                        | Ikeda Yukihiko    | Mori Yoshirō      |                             | Kamei Shizuka               |                               |                               |                                         |                                         |
| 19 |                                     | Mori Yoshirō                                | 5./5. April 2000                       | Ikeda Yukihiko    |                   | Nonaka Hiromu               | Kamei Shizuka               |                               |                               |                                         |                                         |
| 19 | Juli 2000                           | Mori Yoshirō                                |                                        | Ozato Sadatoshi   |                   | Nonaka Hiromu               | Kamei Shizuka               |                               |                               |                                         |                                         |
| 19 | Dezember 2000                       | Mori Yoshirō                                |                                        | Koga Makoto       |                   | Muraoka Kanezō              | Kamei Shizuka               |                               |                               |                                         |                                         |
| 20 |                                     | Koizumi Jun’ichirō                          | 24./26. April 2001                     |                   | Yamasaki Taku     |                             | Horiuchi Mitsuo             |                               | Asō Tarō                      |                                         |                                         |
| 20 | 2002                                | Koizumi Jun’ichirō                          |                                        |                   | Yamasaki Taku     |                             | Horiuchi Mitsuo             |                               | Asō Tarō                      |                                         |                                         |
| 20 | 10. November 2003                   | Koizumi Jun’ichirō                          |                                        | Yamasaki Taku     |                   | Abe Shinzō                  | Horiuchi Mitsuo             |                               | Nukaga Fukushirō              |                                         |                                         |
| 20 | 27. September 2004                  | Koizumi Jun’ichirō                          |                                        |                   |                   | Takebe Tsutomu              |                             | Kyūma Fumio                   |                               | Yosano Kaoru                            |                                         |
| 20 | 31. Oktober 2005                    | Koizumi Jun’ichirō                          |                                        | Nakagawa Hidenao  |                   | Takebe Tsutomu              |                             | Kyūma Fumio                   |                               |                                         |                                         |
| 21 |                                     | Abe Shinzō                                  | 20./26. September 2006                 |                   | Nakagawa Hidenao  |                             | Niwa Yūya                   |                               | Nakagawa Shōichi              |                                         |                                         |
| 21 | 27. August 2007                     | Abe Shinzō                                  |                                        | Asō Tarō          |                   | Nikai Toshihiro             |                             | Ishihara Nobuteru             |                               |                                         |                                         |
| 22 |                                     | Fukuda Yasuo                                | 23./26. September 2007                 |                   | Ibuki Bunmei      | Nikai Toshihiro             |                             | Tanigaki Sadakazu             |                               |                                         |                                         |
| 22 | 1./2. August 2008                   | Fukuda Yasuo                                |                                        | Asō Tarō          |                   | Sasagawa Takashi            |                             | Hori Kōsuke                   |                               |                                         |                                         |
| 23 |                                     | Asō Tarō                                    | 22./24. September 2008                 |                   | Hosoda Hiroyuki   | Sasagawa Takashi            |                             | Hori Kōsuke                   |                               |                                         |                                         |
| 24 |                                     | Tanigaki Sadakazu (nur Parteivorsitzender)  | 28. September 2009                     |                   | Ōshima Tadamori   |                             | Tanose Ryōtarō              |                               | Ishiba Shigeru                |                                         |                                         |
| 24 | 9. September 2010                   | Tanigaki Sadakazu (nur Parteivorsitzender)  |                                        | Ōshima Tadamori   |                   | Ishihara Nobuteru           |                             | Koike Yuriko                  | Ishiba Shigeru                |                                         |                                         |
| 24 | 30. September 2011                  | Tanigaki Sadakazu (nur Parteivorsitzender)  |                                        | Ōshima Tadamori   | Shionoya Ryū      | Ishihara Nobuteru           |                             | Motegi Toshimitsu             |                               |                                         |                                         |
| 25 |                                     | Abe Shinzō (anfangs nur Parteivorsitzender) | 28. September 2012                     |                   | Kōmura Masahiko   |                             | Ishiba Shigeru              |                               | Hosoda Hiroyuki               |                                         | Amari Akira                             |
| 25 | 25./26. Dezember 2012               | Abe Shinzō (anfangs nur Parteivorsitzender) |                                        | Noda Seiko        | Kōmura Masahiko   |                             | Ishiba Shigeru              | Takaichi Sanae                |                               |                                         |                                         |
| 25 | 3. September 2014                   | Abe Shinzō (anfangs nur Parteivorsitzender) |                                        | Tanigaki Sadakazu | Kōmura Masahiko   |                             | Nikai Toshihiro             |                               | Inada Tomomi                  |                                         |                                         |
| 25 | 3. August 2016                      | Abe Shinzō (anfangs nur Parteivorsitzender) |                                        | Nikai Toshihiro   | Kōmura Masahiko   |                             | Hosoda Hiroyuki             |                               | Motegi Toshimitsu             |                                         |                                         |
| 25 | 3. August 2017                      | Abe Shinzō (anfangs nur Parteivorsitzender) |                                        | Nikai Toshihiro   | Kōmura Masahiko   |                             | Takeshita Wataru            |                               | Kishida Fumio                 |                                         |                                         |
| 25 | 2. Oktober 2018                     | Abe Shinzō (anfangs nur Parteivorsitzender) |                                        |                   |                   | Katō Katsunobu              |                             |                               | Kishida Fumio                 |                                         |                                         |
| 25 | 11. September 2019                  | Abe Shinzō (anfangs nur Parteivorsitzender) |                                        | Suzuki Shun’ichi  |                   |                             |                             |                               | Kishida Fumio                 |                                         |                                         |
| 26 |                                     | Suga Yoshihide                              | 15./16. September 2020                 |                   | Satō Tsutomu      |                             | Shimomura Hakubun           |                               |                               |                                         |                                         |
| 27 |                                     | Kishida Fumio                               | 1./4. Oktober 2021                     |                   | Asō Tarō          |                             | Amari Akira                 |                               | Fukuda Tatsuo                 |                                         | Takaichi Sanae                          |
| 27 | 4. November 2021                    | Kishida Fumio                               |                                        | Motegi Toshimitsu | Asō Tarō          |                             |                             |                               | Fukuda Tatsuo                 |                                         | Takaichi Sanae                          |
| 27 | August 2022                         | Kishida Fumio                               |                                        | Motegi Toshimitsu | Asō Tarō          | Endō Toshiaki               |                             | Hagiuda Kōichi                |                               |                                         |                                         |
| 27 | 13. September 2023                  | Kishida Fumio                               |                                        | Motegi Toshimitsu | Asō Tarō          | Moriyama Hiroshi            |                             | Hagiuda Kōichi                |                               |                                         |                                         |
| 27 | 22. Dezember 2023                   | Kishida Fumio                               |                                        | Motegi Toshimitsu | Asō Tarō          | Moriyama Hiroshi            | Tokai Kisaburō              |                               |                               |                                         |                                         |
| 28 |                                     | Ishiba Shigeru                              | 30. September 2024                     |                   | Suga Yoshihide    |                             | Moriyama Hiroshi            |                               | Suzuki Shun’ichi              |                                         | Onodera Itsunori                        |

Legende Faktionszugehörigkeiten:
- „Konservative Hauptströmung“ (hoshu honryū, ursprünglich aus der Liberalen Partei, „Yoshida-Schule“)

Ikeda- →Maeo- →Ōhira- →Suzuki- →Miyazawa- →Katō- →Niwa-Koga- →Koga- →Kishida-Faktion
Katō-Ozato- →Tanigaki-Faktion, Tanigaki-Gruppe
Satō-Faktion, Tanaka-Faktion, Takeshita-Faktion, Obuchi- →Hashimoto- →Ex-Hashimoto- →Tsushima- →Nukaga- →Takeshita- →Motegi-Faktion
Ogata- →Ishii-Faktion
Ōno-Faktion und Nachfolgefaktionen
Kōno- →Asō-Faktion
- „Konservative Nebenströmung“ (hoshu bōryū, ursprünglich aus der Demokratischen Partei Japans, Hatoyama-Anhänger)

Kōno-→Mori-→Sonoda-Faktion, Nakasone- →Watanabe- →Ex-Watanabe-Faktion
Murakami-Kamei- →Etō-Kamei- →Kamei- →Ex-Kamei- →Ibuki- →Nikai-Faktion
Yamasaki- →Ishihara- →Moriyama-Faktion
Kishi-Faktion, Fukuda- →Abe- →Mitsuzuka- →Mori- →Machimura- →Hosoda- →Abe-Faktion
sonstige: Fujiyama-Faktion, Kawashima- →Shiina-Faktion
Ishibashi- →Ishida-Faktion
- Ursprünglich Indirekter Nachfolger der Kaishintō („Fortschrittspartei“)

Miki-Matsumura-Faktion, Miki- →Kōmoto- →Ex-Kōmoto- →Kōmura- →Ōshima- →Santō-Faktion